# Amir Chosrou Afschar Ghasemlu

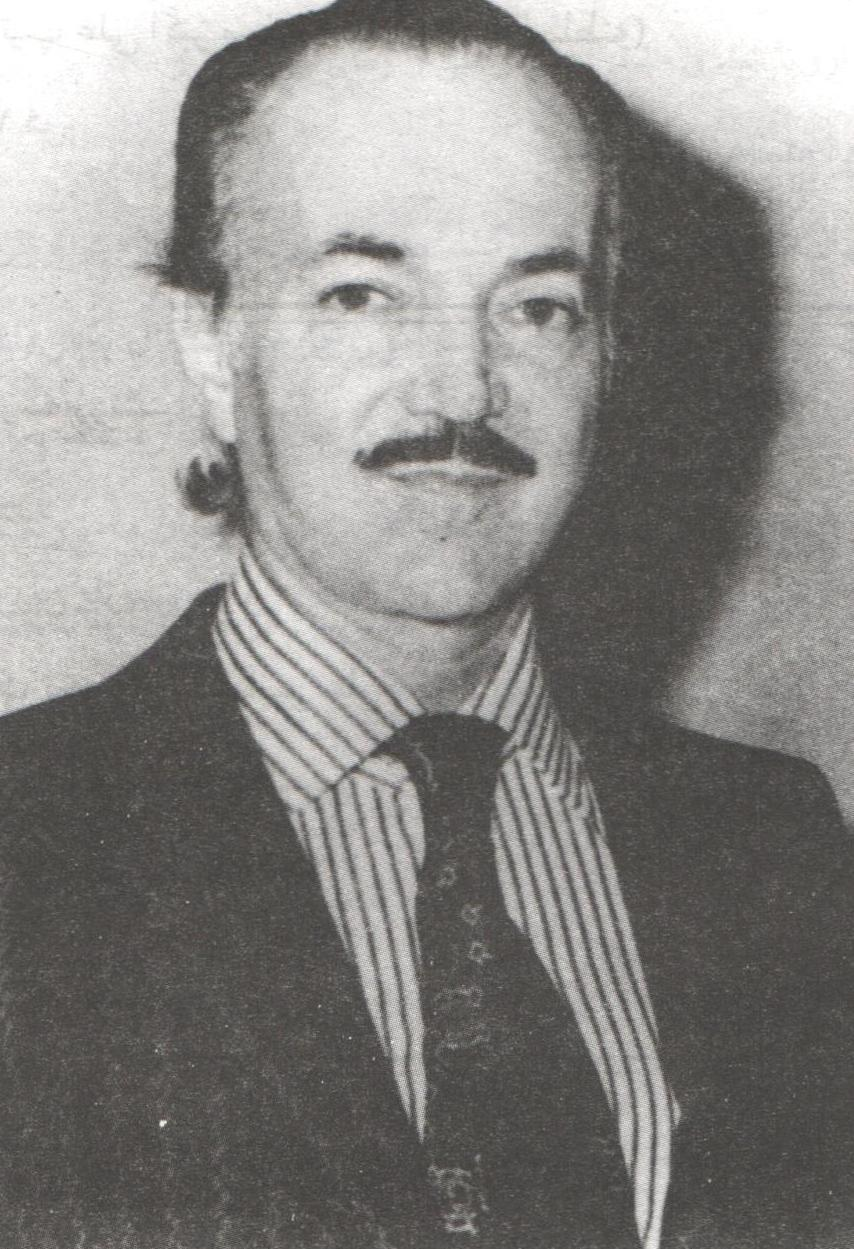
Amir-Chosrow Afschar

Amir Chosrou Afschar Ghasemlu KCMG (anhörenⓘ persisch امیرخسرو افشار قاسملو, DMG ʾAmīr Ḫosrou Afšār Ġāsemlū; * 1918 in Teheran; † 1999) war persischer Außenminister und iranischer Botschafter in der Zeit vor der Islamischen Republik.

## Leben
Amir Chosrou Afschar Ghasemlu war der Sohn von Sedigeh und Seif Saltaneh Afschar. Er selbst hatte einen Sohn und zwei Töchter.
Amir Chosrou Afschar Ghasemlu studierte Wirtschaftswissenschaft und Sozialwissenschaft am American College in Teheran sowie an der Universität Genf und trat 1941 in den auswärtigen Dienst.
Er war Botschaftssekretär erster Klasse in Washington, D.C. und 1947 Mitglied der iranischen Delegation beim UN-Hauptquartier. Später fungierte er als Unterstaatssekretär im Iranischen Außenministerium. 1960 war er Geschäftsträger des iranischen Außenministeriums.
Im Jahre 1971 wurde er Ambassador to the Court of St James’s.